# Гран Парадизо (масив)
Вижте пояснителната страница за други значения на Гран Парадизо.
Масивът Гран Парадизо (на италиански: Massiccio del Gran Paradiso; на френски: Massif du Grand Paradis) е планински масив от Грайските Алпи, състоящ се от Гран Парадизо и голяма част от Алпите на Гран Парадизо. Той се намира изцяло на италианска територия, пресичайки северноиталианските региони Вале д'Аоста и Пиемонт, източно от Алпите на Гранд Сасиер и на Рутор, югозападно от Веригата Емилиус-Терсива. Южната част се простира чак до Пиемонт, докато достигне прохода Коле дел Ниволе.

## Етимология
Топонимът Gran Paradiso произлиза, чрез асонанс и през френското Grand paradis, от валдостанското диалектно Granta Parei, което означава „Голяма стена“. Това е същата етимология на близката планина Гранта Парей (Granta Parey).

## География
Масивът Гран Парадизо е единственият планински масив с кулминация от над 4000 m изцяло на италианска територия. От неговите контрафорси се спускат стръмни големи долини, които поставят началото на пет долини: Вал ди Коне, Валсаваранш, Вал ди Рем, Вале дел Орко и Вал Соана.
Диапазонът от 3000 до 4000 m е покрит с белоснежни ледници, по-обширни от страна на регион Вале д'Аоста. Това са многогодишни, но сравнително скорошни ледници, образувани по време на „малкото заледяване“ през 17 век.
От Гран Парадизо – най-високият връх (4061 m) започва било, което разделя долините Вал ди Коне от Валсаваранш, което, спускайки се към град Аоста, се издига в двата върха Ербете (Herbétet) (3778 m) и Гривола (Grivola) (3969 m). От пиемонтска страна се издигат планините Чарфорон (Ciarforon, Charforon) (3642 m), Трезента (Tresenta) (3609 m) и Бека ди Мончаир (на итал. Becca di Monciair, на фр. Pic de Montchair) (3544 m). Тези планини са лесно разпознаваеми от опитно око дори от Торинската равнина. Чарфорон е един от най-особените върхове на Алпите: от страната на Вале д'Аоста е покрит с огромна ледена шапка, а от страната на Пиемонт изглежда като гола планина с трапецовидна форма.

### Подялба
Следвайки определението за SOIUSA, масивът Гран Парадизо е алпийска супергрупа, разделена на четири групи и осем подгрупи. В скоби е кодът SOIUSA на групите и подгрупите:
- Група Чарфорон-Пунта Фурà (A.1)
  - Възел Пунта Фурà (A.1.a)
  - Възел Чарфорон (A.1.b)
- Група Гран Парадизо-Роча Вива (A.2)
  - Подгрупа Гран Парадизо (A.2.a)
  - Подгрупа Роча Вива-Апостоли (A.2.b)
- Група Гривола-Гран Сера (A.3)
  - Възел Гран Сера (A.3.a)
  - Масив Гривола (A.3.b)
- Група Сендже-Шардоне (A.4)
  - Възел Сендже (A.4.a)
  - Възел Шардоне (A.4.b)

Група Гран Парадизо-Роча Вива се намира в центъра на масива Гран Парадизо. Група Чарфорон-Пунта Фурà се намира в западната му част; група Гривола-Гран Сера се намира на север, а група Сендже-Шардоне – на изток.

### Орография
- Гран Парадизо (Gran Paradiso) – 4061 m
- Ил Рок (Il Roc) – 4026 m
- Гривола (Grivola) – 3969 m
- Пиколо Парадизо (Piccolo Paradiso) – 3926 m
- Креста Гасталди (Cresta Gastaldi) – 3894 m
- Бека ди Монкорвè (Becca di Moncorvé) – 3875 m
- Бека ди Монтандайнè (Becca di Montandayné) – 3838 m
- Пунта Бианка дела Гривола (Punta Bianca della Grivola) – 3793 m
- Ербете (Herbétet) – 3778 m
- Пунта ди Черезоле (Punta di Ceresole) – 3777 m
- Торе ди Гран Сан Пиетро (Torre del Gran San Pietro) – 3692 m
- Пунта Нера дела Гривола (Punta Nera della Grivola) – 3683 m
- Пунта Будан (Punta Budden) – 3683 m
- Торе ди Сант Андреа (Torre di Sant'Andrea) – 3651 m
- Роча Вива (Roccia Viva) – 3650 m
- Теста дела Триболационе (Testa della Tribolazione) – 3642 m
- Ил Чарфорон (Il Ciarforon) – 3642 m
- Пунта Роса дела Гривола (Punta Rossa della Grivola) – 3630 m
- Бека ди Гай (Becca di Gay) – 3621 m
- Торе ди Сант Орсо (Torre di Sant'Orso) – 3618 m
- Ла Трезента (La Tresenta) – 3609 m
- Беко дела Пациенца (Becco della Pazienza) – 3606 m
- Пунте Патрѝ (Punte Patrì) – 3581 m
- Теста ди Монè (Testa di Money) – 3572 m
- Теста ди Валнонтè (Testa di Valnontey) – 3562 m
- Гран Сера (Gran Serra) – 3552 m
- Бека ди Мончаир (Becca di Monciair) – 3544 m
- Бека ди Ноаскета (Becca di Noaschetta) – 3525 m
- Ла Гриволета (La Grivoletta) – 3514 m
- Пунта Ондедзана (Punta Ondezana) – 3492 m
- Гран Кру (Grand Croux) – 3487
- Гран Номенон (Grand Nomenon) – 3477 m
- Денти дел Брольо (Denti del Broglio) – 3454 m
- Чима дел Ауй (Cima dell'Aouille) – 3440 m
- Теста дел Гран Кру (Testa del Grand Croux) – 3437 m
- Пунта ди Левиона (Punta di Leviona) – 3420 m
- Пунта Сисетà (Punta Cissettaz) – 3419 m
- Пунта Биула (Punta Bioula) – 3414 m
- Пунта Фурà (Punta Fourà) – 3411 m
- Пунта деле Сендже (Punta delle Sengie) – 3408 m
- Пунта Скатильон (Punta Scatiglion) – 3407 m
- Пунта дел Инферно (Punta dell'Inferno, на фр. Pointe de l'enfer) – 3393 m
- Ла Ролета (La Rolletta) – 3384 m
- Маре Перча (Mare Pèrcia) – 3385 m
- Беко ди Валсоера (Becco di Valsoera) – 3369 m
- Беки дела Триболационе (Becchi della Tribolazione) – 3360 m
- Чима ди Валей (Cima di Valeille) – 3357 m
- Гранде Уя ди Чардоней (Grande Uia di Ciardonei) – 3325 m
- Монвезо ди Форцо (Monveso di Forzo) – 3322 m
- Пунта Лавина (Punta Lavina) – 3308 m
- Пунта Джалин (Punta Gialin) – 3270 m
- Гранде Арола (Grande Arolla) – 3246 m
- Пунта дел Трайо (Punta del Trajo) – 3123 m
- Пунта Фенилия (Punta Fenilia) – 3053 m
- Пунта Пусè (Punta Pousset) – 3046 m
- Пунта Виолета (Punta Violetta) – 3031 m
- Теста дел Ариета (Testa dell'Arietta) – 3001 m
- Монте Коломбо (Monte Colombo) – 2848 m
- Пунта дел Валоне (Punta del Vallone) – 2479 m
- Капорал (Caporal) – 2252 m
- Чима Роста (Cima Rosta) – 2173 m

### Основни ледници
Всички основни ледници са разположени от северозападната (валдостанска) страна на масива:
- Ледник Триболационе (Ghiacciaio della Tribolazione)
- Ледник Трайо (Ghiacciaio del Trajo)
- Ледник Номенон (Ghiacciaio del Nomenon)
- Ледник Туф (Ghiacciaio del Tuf)
- Ледник Лозон (Ghiacciaio del Loson)
- Ледник Гран Вале (Ghiacciaio di Gran Valle)
- Ледник Тцасе (Ghiacciaio del Tzasset)
- Ледник Гран Кру (Ghiacciaio del Grand Croux)
- Ледник Моне (Ghiacciaio del Money)
- Ледник Купè дьо Моне (Ghiacciaio del Coupé de Money)
- Ледник Патрѝ (Ghiacciaio di Patrì)
- Ледник Валета (Ghiacciaio di Valletta)
- Ледник Валей (Ghiacciaio di Valeille)
- Ледник Сендже (Ghiacciaio delle Sengie)
- Ледник Арола (Ghiacciaio dell'Arolla)
- Ледник Лавзиò (Ghiacciaio del Laveciau)
- Ледник Монкорвè (Ghiacciaio di Moncorvé)
- Ледник Гран Нейрон (Ghiacciaio di Grand Neyron)
- Ледник Монтандайнè (Ghiacciaio di Montandayné)
- Ледник Мончаир (Ghiacciaio di Monciair)
- Ледник Тиморион (Ghiacciaio del Timorion)

### Основни проходи
Основните алпийски проходи, които свързват различните долини, които се разклоняват от масива, са:
- Коле дел Дринк (Colle del Drinc, фр. Drènc) (2555 m) от Епинел до местност Пила (в Гресан)
- Коле Шасеш (Colle Chasèche или Tzasetze) (2820 m) от Епинел до Пила
- Коле ди Сен Марсел (Colle di Saint Marcel) (2916 m) от долината Гросон във Вал ди Коне до Сен Марсел
- Коле дел Ниволе (Colle del Nivolet) (2612 m) от долината Вал Орко (Пиемонт) до Валсаваранш (Вале д'Аоста)
- Пасо д'Aнверньо (Passo d'Invergneux) (2905 m) от Лилà (Lillaz) (Коне) до Сен Марсел
- Коле ди Фенис (Colle di Fénis) (2831 m) от Лилà до Фенис
- Кол Понтонè (Col Pontonnet) (2897 m) от Лилà до Фенис
- Фенетър дьо Шампорше (Fenêtre de Champorcher) (2826 м) от Лилà до Шампорше
- Коле дел Ариета (Colle dell'Arietta) (2939 m) от Лилà до Кампиля Соана (подселище на Валпрато Соана)
- Коле ди Бардонè (Colle di Bardoney) (2833 m) от Коне до потока Форцо (Ронко Канавезе)
- Коле дел Телечо (Colle del Teleccio или de Ondezana) (3304 м) от Валей (Франция) до долината Пиантонето
- Коле деле Сендже (Colle delle Sengie) (3200 m) от Валей до потока Форцо
- Коле ди Монè (Colle di Money) (3443 m) от Валнонтè (Коне) до Локана
- Коле дела Луна (Colle della Luna) (3542 m) от Валнонтè (Коне) до Ноаска
- Коле ди Лозон (Colle del Lauson) (3296 m) от Валнонтè до Валсаваранш
- Коле ди Рай Ноар (Colle delle Rayes Noires) (3441 m) от Валнонтè до Валсаваранш
- Коле дела Гривола (Colle дела Grivola) (3738 m) от Епинел (Коне) до Валсаваранш.

## Основни първи изкачвания
- 1859 г. – Гривола: J. Ormsby, R. Bruce, F. Dayné, Z.Cachaz и J.Tairraz.
- 1860 г. – Гран Парадизо: JJCowell, W. Dundas, M.Payot, Ormsby и J.Tairraz.
- 1871 г. – Чарфорон: Ф. Валино и A. Бланкети.
- 1873 г. – Ербете: L. Baralle, A. Кастанери и Дж. Кастанери.
- 1875 г. – Бека ди Монтандайнè: Л. Вакароне, А. Грамаля Рикиарди, А. и Д. Кастанери.
- 1885 г. – Бека ди Монкорвè: Л. Вакароне.
- 1902 г. – Северна стена на Чарфорон: Е. Алегра, У. Сандринели и П. Дайне.
- 1913 г. – Северна стена на Роча Вива: Ф. Пергамени и Е. Станьо.
- 1926 г. – Североизточно лице на Гривола: L. Binel и A. Crétier.
- 1930 г. – Северозападна стена на Гран Парадизо: Р. Шабо, A. Кретие и Л. Бон.
- 1936 г. – Северозападна стена на Гривола: L. Binel, A. Deffeyes, L. Carrel и Р. Шабо.
- 1939 г. – В посока към северната стена на Чарфорон: Дж. и E. Киара и E. Катинели.
- 1939 г. – Югозападна стена на Бека ди Монкорвè: М. Боргарело, А. Де Монте и Л. Нотдурфтер.
- 1951 г. – Югоизточно лице на Беко Меридионале дела Триболационе: A. Гарцини, Ф. Грациано и П. Малвасора.
- 1955 г. – Централно отклонение на Беко ди Валсоера: Л. Леонеса и Б. Трон.
- 1960 г. – Югозападен ъгъл на Беко ди Валсоера: Е. Кавалиери, А. Мелано и Р. Перего.
- 1969 г. – Зимен път на Торе Стаката до Беко ди Валсоера: Дж. Алтавила, Дж. Ч. Граси, В. Манера и A. Ре.
- 1971 г. – Насочено към южната стена на Бека ди Монкорвè: Дж. Бонети, N.Gasser и Ф. Лоренци.
- 1974 г. – Южна стена на Пунта Марко: Р. Бианко и У. Манера.
- 1974 г. – Зимно, южна стена на Бека ди Монкорвè: Р. Бианко, М. Капелоца, У. Манера и К. Сантунионе.
- 1976 г. – Източно лице на Гран Парадизо: през Спероно дел гран жандарм на юг от традиционния връх: Ge S. Truc и Дж. Б. Сартори.
- 1976 г. – Североизточна стена на Пиколо Парадизо: директен маршрут A. Guichardaz и П. Камели.

## Парк
Масивът се превръща в ловно поле на владетелите от Савойския дом през 19 век. По-специално крал Виктор Емануил II създава Кралския резерват „Гран Парадизо“. Най-старият национален парк в Италия – Националният парк „Гран Парадизо“ е роден от този ловен резерват през 1922 г. Следователно масивът до голяма степен е включен в самия парк.

## Туризъм
За да се улесни изкачването до планините на масива и туризмът на голяма надморска височина, масивът е оборудван с няколко алпийски хижи:
- Хижа „Виктор Емануил II“ (Rifugio Vittorio Emanuele II) – 2732 m
- Хижа „Федерико Шабо“ (Rifugio Federico Chabod) – 2750 m
- Хижа „Град Кивасо“ (Rifugio città di Chivasso) – 2604 m
- Хижа „Виторио Села“ (Rifugio Vittorio Sella) – Валнонтè (Коне) 2584 m
- Хижа „Мечта на Бердцè ал Перадцà“ (Sogno di Berdzé al Péradzà) – Валоне дел Юртие 2526 m
- Хижа „Понтезе“ (Rifugio Pontese) – 2217 m

Масивът се пресича от път Alta via della Valle d'Aosta n. 2.